# 1682

## Esdeveniments

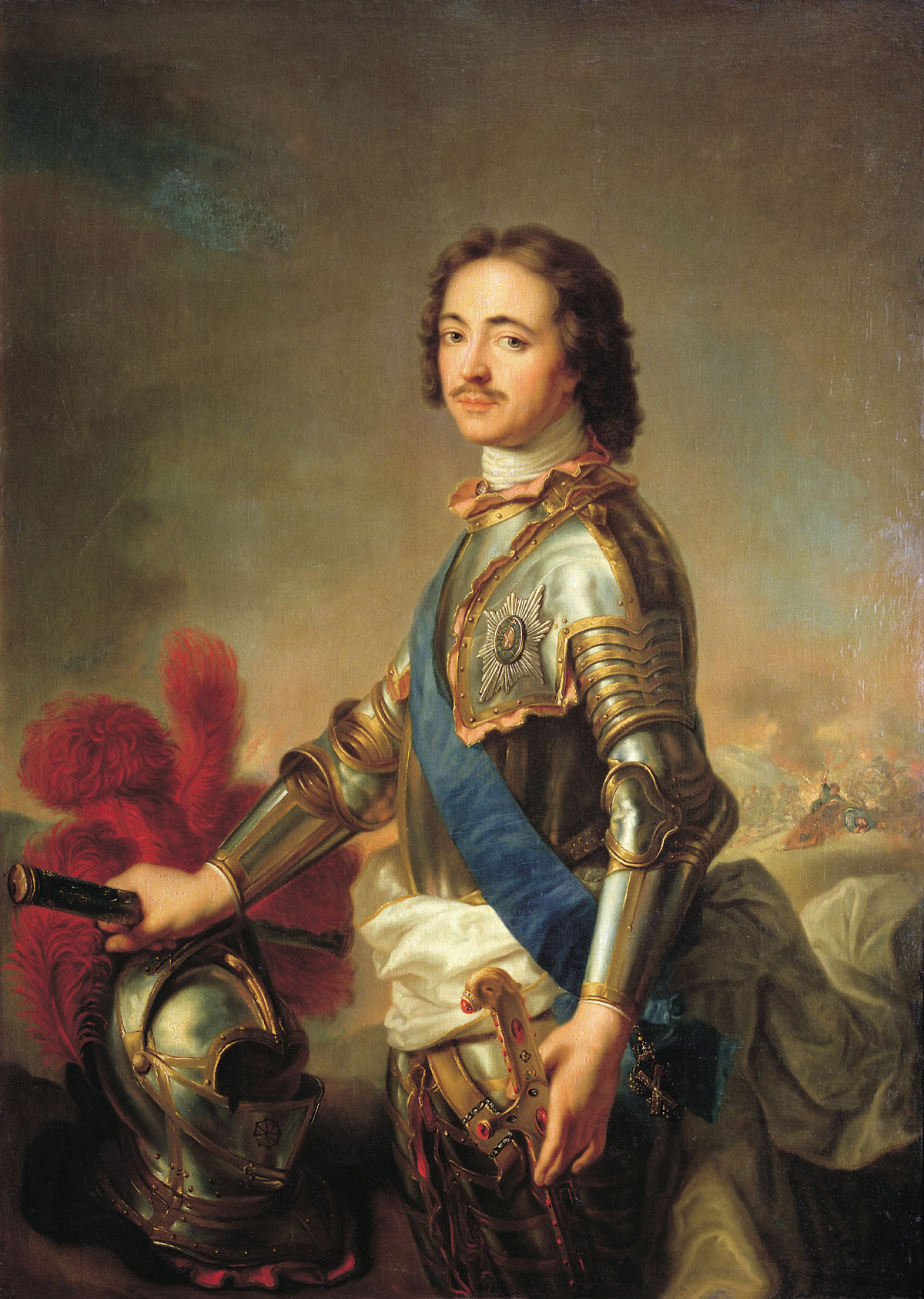
Pere I de Rússia

- 29 de juny: després de morir sense descendència el tsar Teodor III, el Boiar (consell de nobles russos) va designar el seu germà Pere, amb només 10 anys, amb la regència de la seva mare. Però una de les germanastres de Pere, Sofia, va dirigir una revolta en què van morir molts familiars i amics de Pere, i que va acabar quan Sofia va aconseguir que Ivan, germà de Pere i a qui li tocava ser tsar per ser el germà gran, compartís el tron. Més tard, Pere va quedar com a únic monarca, i durant el seu regnat Rússia es va modernitzar, l'exèrcit va ser reorganitzat i es va fundar la ciutat de Sant Petersburg.[1]
- 6 de maig: La cort francesa s'instal·la al Palau de Versalles.[2]
- Nova aparició del Cometa de Halley.
- Es crea el primer establiment educatiu de La Salle.

## Naixements
- Rio de Janeiro: Maria Úrsula de Abreu e Lencastre, militar portuguesa destacada per ser una de les poques dones portugueses conegudes per haver servit en les forces armades del país durant l'època colonial.
- 17 de juny, Estocolm, Suècia: Carles XII de Suècia, rei de Suècia (m. 1718).[3]

## Necrològiques
- 19 de febrer, Barcelona: Lluís Vicenç Gargallo, músic i compositor de l'època barroca (n. ca. 1636).
- 15 de febrer, Quwo, Shaanxi (Xina): Gu Yanwu, filòsof i historiador xinès (n. 1613).[4]
- 24 de juliol, Kinderhook, Nova York (EUA): Martin van Buren, advocat, 8è President dels Estats Units d'Amèrica. (n. 1782).
- 7 d'octubre, Pequín (Xina): Ludovico Buglio, jesuïta italià, missioner a la Xina (n. 1606).[5]
- Barcelona: Alfonso de Sotomayor, 108è President de la Generalitat de Catalunya.